# 肥田泰幸
肥田 泰幸（ひだ やすゆき）は、日本の臨床工学技士。日本臨床工学技士連盟の理事長であり、日本臨床工学技士会の理事でもある。
勤務先は、東都大学ヒューマンケア学部助教である。
職能団体の役員として連盟活動に尽力し、多くの功績をあげている。

## 業績

### 著書
- 肥田泰幸 他編,：医療福祉の仕事「臨床工学技士の一日」.臨床工学技士の間で今問題となっていることは. 保育者, 72-73, 2017.
- 肥田泰幸 他編,：医療機器管理認定臨床工学技士テキスト. 病院設備他医療情報. 公益社団法人日本臨床工学技士会. 147-163, 2018.

### 学術論文
1. 肥田泰幸：脈波伝播時間(PTT)による血圧のモニタリング－非観血連続血圧測定の可能性－. 日本血液浄化技術学会誌63：103, 2018.
2. 肥田泰幸, 他：透析システムに画像と音声入力を融合させる試み. 日本透析医学会雑誌51：496, 2018.
3. 肥田泰幸：日本臨床工学技士連盟の現況と展望.日本透析医学会雑誌33(3)：452-461, 2018.
4. 肥田泰幸他：CRRTの運転状況を自宅待機で観察する試み. 日本臨床工学技士会誌60：191, 2018.
5. 申昇協，肥田泰幸，他：NPPV人工呼吸器を利用したNHF(ネーザルハイフロー)システムの検討. 日本臨床工学技士会誌54：283, 2015.
6. 長谷川猛，肥田泰幸，他：栄養指標によるV型ダイアライザ対象患者適正管理方法の検討APEAN-STUDY. 日本透析医学会雑誌47：934, 2013.
7. 肥田泰幸, 他：当院ハイブリッドPTAにおける臨床工学技士の関わり. 日本透析医学会雑誌47：873, 2013.
8. 肥田泰幸, 他：透析情報共有システムの使用経験~患者サービスの向上をめざして.日本透析医学会雑誌47： 514, 2013.
9. 鈴木理功, 肥田泰幸 他,：透析回路静脈チャンバー内のメッシュ部位及び血液流出口の形状が血液凝固および残血に与える影響について. 日本透析医学会雑誌46：822. 2013.
10. 肥田泰幸：当院におけるエポエチンベータペゴルの使用経験. 中国腎不全研究会誌21：53-54, 2012.

### 特許
- 特開2001-054569 圧力較差方式オンライン血液濾過透析装置